# Mustaschyuhina
Mustaschyuhina (Yuhina flavicollis) är en asiatisk fågel i familjen glasögonfåglar inom ordningen tättingar.

## Utseende och läten
Med en kroppslängd på 12-13,5 cm är mustaschyuhinan en medelstor yuhina. Den har ett grått tofsförsett huvud, svart mustaschstreck och gulvit undersida. Underarterna (se nedan) skiljer sig åt i färgen på nacken, där den västliga albicollis är gulvit medan nominatformen är guldgul. Liknande burmayuhinan (Y. humilis) har grå nacke. Sången beskrivs som en gäll, upprepad serie: "tzii-jhu ziddi".

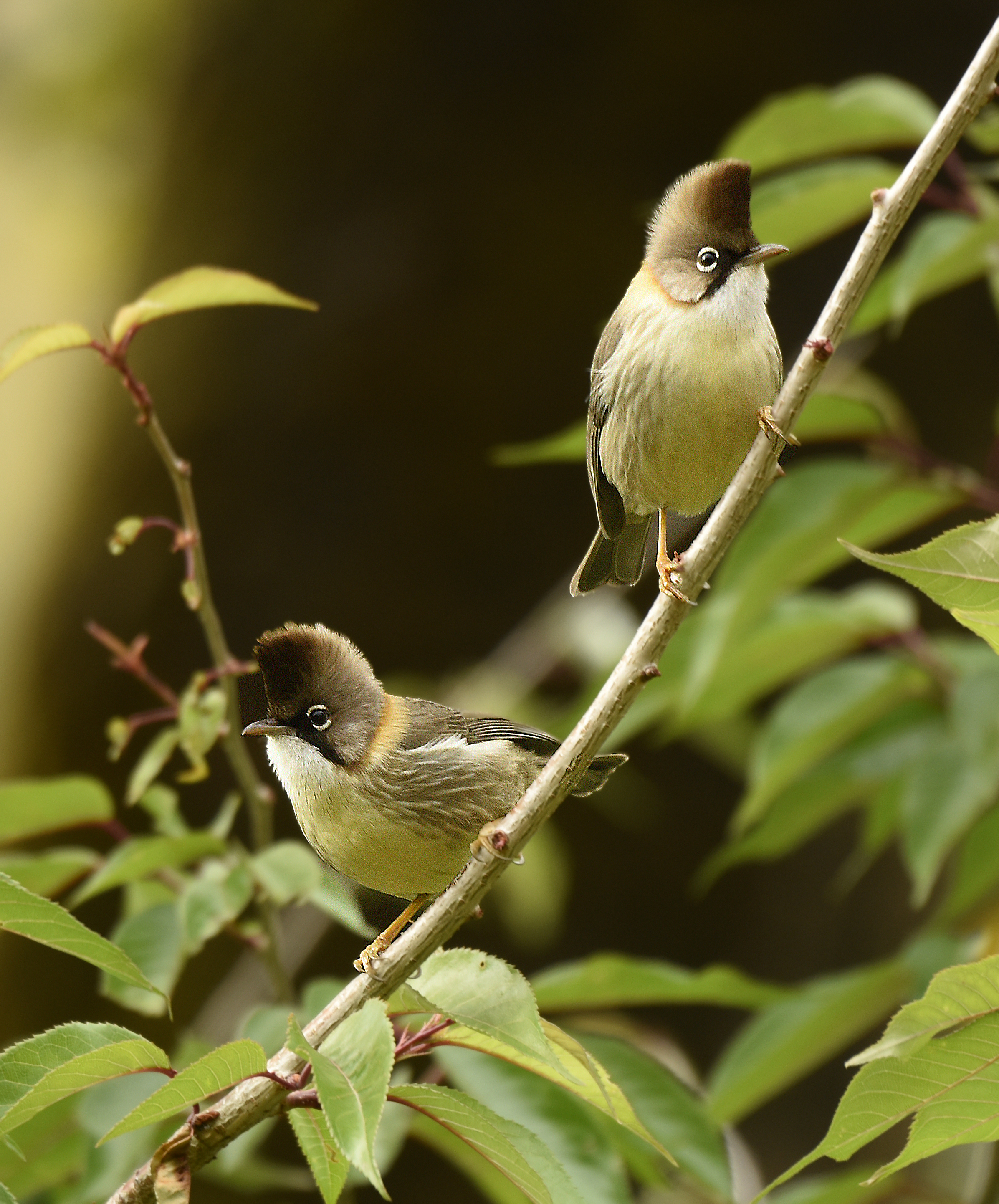

## Utbredning och systematik
Mustaschyuhina delas numera vanligen in i fem underarter med följande utbredning:
- Yuhina flavicollis albicollis – västra och centrala Himalaya
- Yuhina flavicollis flavicollis – östra Himalaya och sydöstra Tibet
- Yuhina flavicollis rouxi – nordöstra Indien till norra Indokina
- Yuhina flavicollis constantiae – centrala Laos
- Yuhina flavicollis rogersi – norra Thailand

Burmayuhinan (Y. humilis) har tidigare behandlats som en del av mustaschyuhinan.

## Levnadssätt
Mustaschyuhinan förekommer i städsegrön skog, ekskog, öppen lövskog eller ungskog, i Indien mellan 1435 och 1980 meters höjd, i Kina mellan 1500 och 3050 meter. Den ses födosöka rätt likt en mes relativt nära marken efter insekter, larver och sniglar, men också bär, frön och nektar. Utanför häckningssäsongen hittas den i småflockar med fem till tio fåglar, ibland med andra timalior.

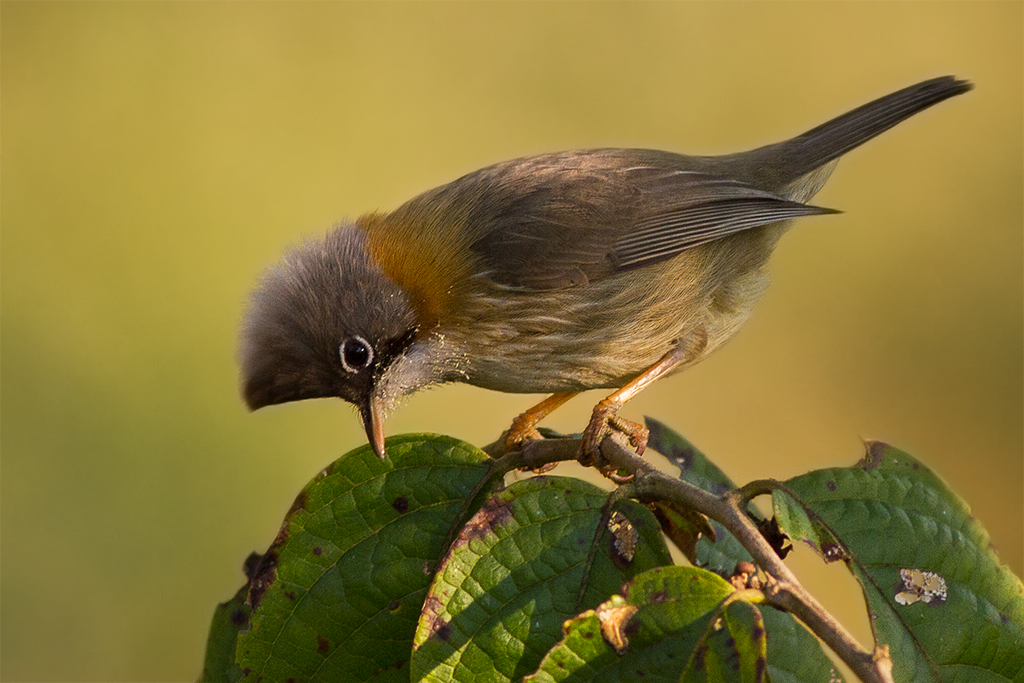

### Häckning
Fågeln häckar mellan april och juni. Den bygger ett skålformat bo av mossa som hängs mellan kvistar eller placeras bland mossa på en gren, vanligen under två meter ovan mark. Däri lägger den två till fyra ägg.

## Status och hot
Arten har ett stort utbredningsområde, men tros minska i antal, dock inte tillräckligt kraftigt för att den ska betraktas som hotad. Internationella naturvårdsunionen IUCN listar arten som livskraftig (LC). Världspopulationen har inte uppskattats men den beskrivs som vanligaste yuhinan i Himalaya, dock lokalt ovanlig till sällsynt på lägre nivåer.

## Namn
Yuhina kommer av namnet Yuhin för skäggyuhina på nepalesiska.